# Ерёменко, Анатолий Петрович
Анатолий Петрович Ерёменко (1906, село Старый Мерчик Харьковской губернии, теперь Валковского района Харьковской области — 13.07.1970, Киев) — советский государственный деятель. Кандидат в члены ЦК КПУ в 1954—1966 г. Член ЦК КПУ в 1966—1970 г. Депутат Верховного Совета УССР 2—7-го созывов.

## Биография
Родился в семье рабочего.
В 1917 году окончил Старомерчицкую земскую школу. С 1920 года работал рассыльным при конторе шахты «Смолянка», помощником машиниста паровой турбины, подручным токаря и токарем механического цеха шахты «Смолянка».
Член РКП(б) с 1925 года.
С 1925 года — студент рабочего факультета Харьковского технологического института. В 1932 году окончил Харьковский авиационный институт, а позднее аспирантуру при нем.
В 1935—1941 г. — заведующий Аэродинамической лабораторией, заместитель декана самолетостроительного факультета Харьковского авиационного института. В 1941—1946 годах — ректор Харьковского авиационного института.
В 1946—1949 г. — заместитель председателя исполнительного комитета Харьковского областного совета депутатов трудящихся.
20 июня 1949—1950 г. — министр местной промышленности Украинской ССР.
25 октября 1950 — 30 мая 1953 г. — заместитель председателя Совета Министров Украинской ССР.
В мае 1953—1957 г. — председатель Правления Совета промышленной кооперации Украинской ССР.
В мае 1957 — декабре 1962 г. — председатель Совета народного хозяйства Станиславского экономического административного района. В декабре 1962 — октябре 1965 г. — председатель Совета народного хозяйства Львовского экономического района.
23 октября 1965 — 13 июля 1970 г. — министр местной промышленности Украинской ССР.
Скончался 13 июля 1970 года, похоронен на Байковом кладбище Киева.

## Награды
- орден Ленина
- два ордена Трудового Красного Знамени
- медали